# Hammersø
Hammersø (Hammer Sø eller ofte omtalt i bestemt form Hammersøen), er den største sø på Bornholm, med et areal på 10 ha og en dybde på maksimalt 13 m.
Søen ligger nær Bornholms nordspids, mellem klippeknuden Hammeren og resten af øen. På grund af klippeterrænet, der rejser sig 70-80 meter over søen på begge sider, kaldes den undertiden Danmarks eneste bjergsø. Søens overflade er dog kun 8 meter over havniveau. Fra Hammersøen er der knapt 1 km til havet i Osand Bugt mod nordøst, og blot 500 meter til Sæne Bugt mod sydvest. Gennem historien har der derfor været planer om at forbinde søen med havet og omdanne den til flådehavn.